# Марченко Валентина Миколаївна
Марченко Валентина Миколаївна (18 серпня 1967, Волошинівка, СРСР) — український фахівець у галузі економіки та корпоративного управління, доктор економічних наук, професор.

## Наукова діяльність
У 1987 році закінчила інженерно-економічний факультет Київського технологічного інституту харчової промисловості, залишившись там працювати на посаді асистента кафедри менеджменту.
У 1994 році захистила дисертацію на тема: «Обґрунтування оптимального рівня рентабельності в молочній промисловості», здобувши науковий ступінь кандидата економічних наук. У тому ж році переведена на посаду доцента кафедри менеджменту (вчене звання доцента присуджено у 1998 році).
З липня 2000 року - завідувач кафедри менеджменту, а з січня 2005 року - завідувач кафедри менеджменту зовнішньоекономічної діяльності.
У 2011 році успішно захистила дисертацію на тему «Методологія самоорганізації процесів злиття та поглинання і досягнення синергетичного ефекту в корпораціях молочної промисловості», здобувши науковий ступінь доктора економічних наук. У тому ж році одержала вчене звання професора.
З 2011 року - професор кафедри економіки та підприємництва НТУУ «КПІ».
Коло наукових інтересів охоплює організаційні та економічні аспекти формування системи ефективного корпоративного управління, злиття та поглинання, синергетики.
Автор та співавтор понад 150 друкованих праць, із них - 92 статті у фахових виданнях, 1 навчальний посібник, 8 колективних і 1 одноосібна монографія.